# Radio Lwów
Radio Lwów – polskojęzyczna społeczna stacja radiowa założona w 1992 we Lwowie, której celem jest utrzymywanie tożsamości narodowej i krzewienie kultury polskiej. 
Radio Lwów nadaje sześć godzin programu tygodniowo na antenie prywatnej rozgłośni ukraińskiej Nezałeżnist na częstotliwości 106,7 FM i słychać je w promieniu 100 km od Lwowa: w Stryju, Drohobyczu, Samborze, Żółkwi, Mościskach i Jaworowie. Nadając w Internecie także korzysta ze strumienia („adresu”) radia Nezałeżnist.
W sobotę od 9:00 do 13:00 (od 8:00 do 12:00 czasu polskiego) emitowane są m.in. audycje dla młodzieży, konkursy, reportaże, serwis informacyjny oraz czytane są powieści autorów lwowskich, a w niedzielę od 19:15 do 21:15 nadawany jest program religijny (katolicki).